# Getter Jaani
Getter Jaani (* 3. února 1993 Tallinn) je estonská popová zpěvačka. V květnu 2011 reprezentovala Estonsko na Eurovision Song Contest 2011 v Düsseldorfu, kde s písní „Rockefeller Street“ obsadila přes masivní favorizaci médií 24. místo ve finále.

## Biografie

### Počátky
Narodila se v Tallinnu, kde vystudovala gymnázium Kristiine Gümnaasiumis a následně se vyučila v oboru stylistka-krejčí. Pod vedením Kaari Sillamaa na místní umělecké škole studovala herectví.

### 2009–2010: Eesti otsib superstaari
Známou v rodném Estonsku se stala díky účasti ve třetí sérii tamější odnože reality-show Pop Idol, Eesti otsib superstaari. Zde obsadila čtvrté místo a následně podepsala smlouvu s hudebním vydavatelstvím Moonwalk.
V roce 2010 následně ztvárnila roli Sharpay Evans v tallinnské produkci High School Musical a zahrála nejprve titulní roli ve filmu Popelka a následně sebe samou v populárním televizním seriálu Riigimehed.

#### Písně na Eesti otsib superstaari
| Týden      | Skladba                          | Originální umělec       | Výsledek                                |
| Semifinále | Semifinále                       | Semifinále              | Semifinále                              |
| ---------- | -------------------------------- | ----------------------- | --------------------------------------- |
| 1          | „Ma tõde tean“                   | Nele-Liis Vaiksoo       | Kvalifikace do dalšího kola             |
| 2          | „Cruella de Vil“                 | Bill Lee                | Kvalifikace do dalšího kola             |
| Finále     |                                  |                         |                                         |
| 1          | „Iseendale“                      | Eda-Ines Etti           | Výběr mezi posledními dvama soutěžícími |
| 2          | „Laul Põhjamaast“                | Ülo Vinter              | Kvalifikace do dalšího kola             |
| 3          | „See maailm uus“                 | Brad Kane & Lea Salonga | Kvalifikace do dalšího kola             |
| 4          | „I'm a Believer“                 | The Monkees             | Kvalifikace do dalšího kola             |
| 5          | „The Climb“                      | Miley Cyrus             | Výběr mezi posledními dvama soutěžícími |
| 6          | „Stop it (I Like It)“            | Rick Guard              | Kvalifikace do dalšího kola             |
| 6          | „Ice Cream Freeze (Let's Chill)“ | Miley Cyrus             | Kvalifikace do dalšího kola             |
| 7          | „Taas punab pihlakaid“           | Ivo Linna               | Vyřazení                                |
| 7          | „Happy“                          | Leona Lewis             | Vyřazení                                |

### 2011–2012: Eurovision Song Contest
Dne 26. února 2011 zvítězila ve finále národního kola do Eurovision Song Contest 2011, Eesti Laul. Píseň „Rockefeller Street“ z pera Svena Lõhmuse, který je mimo jiné autorem soutěžní písně dívčí skupiny Urban Symphony na Eurovision Song Contest 2009, postoupila do superfinále, kde se ziskem 62 % porazila soutěžní singl skupiny Outloudz.
V mezinárodním kole Eurovision Song Contest 2011 v Düsseldorfu Estonsko patřilo k největším favoritům a 12. května postoupilo z druhého semifinálového kola. O dva dny později však ve finále obsadilo až předposlední 24. místo se ziskem 44 bodů. Krátce před Eurovizí vydala debutové album Rockefeller Street.
Koncem roku se zúčastnila estonské verze taneční show celebrit Tantsud tähtedega, kterou v České republice ČT vysílala pod názvem StarDance... když hvězdy tančí. V roce 2012 vyhlašovala výsledky hlasování Estonska na Eurovision Song Contest v Baku.

### 2013–současnost:PomádaaDNA
V roce 2013 ztvárnila roli Sandy v muzikále Pomáda. Koncem roku 2014 vydala pod vydavatelstvím Moonwalk Records své třetí studiové album s názvem DNA.

## Osobní život
Během příprav vystoupení na Eurovizi estonská média zveřejnila informace o jejím vztahu s tanečníkem Eghert-Sörenem Nõmmem, který ji na soutěži doprovázel.
Po půl roce se pár rozešel kvůli jejímu pracovnímu vytížení.

## Diskografie

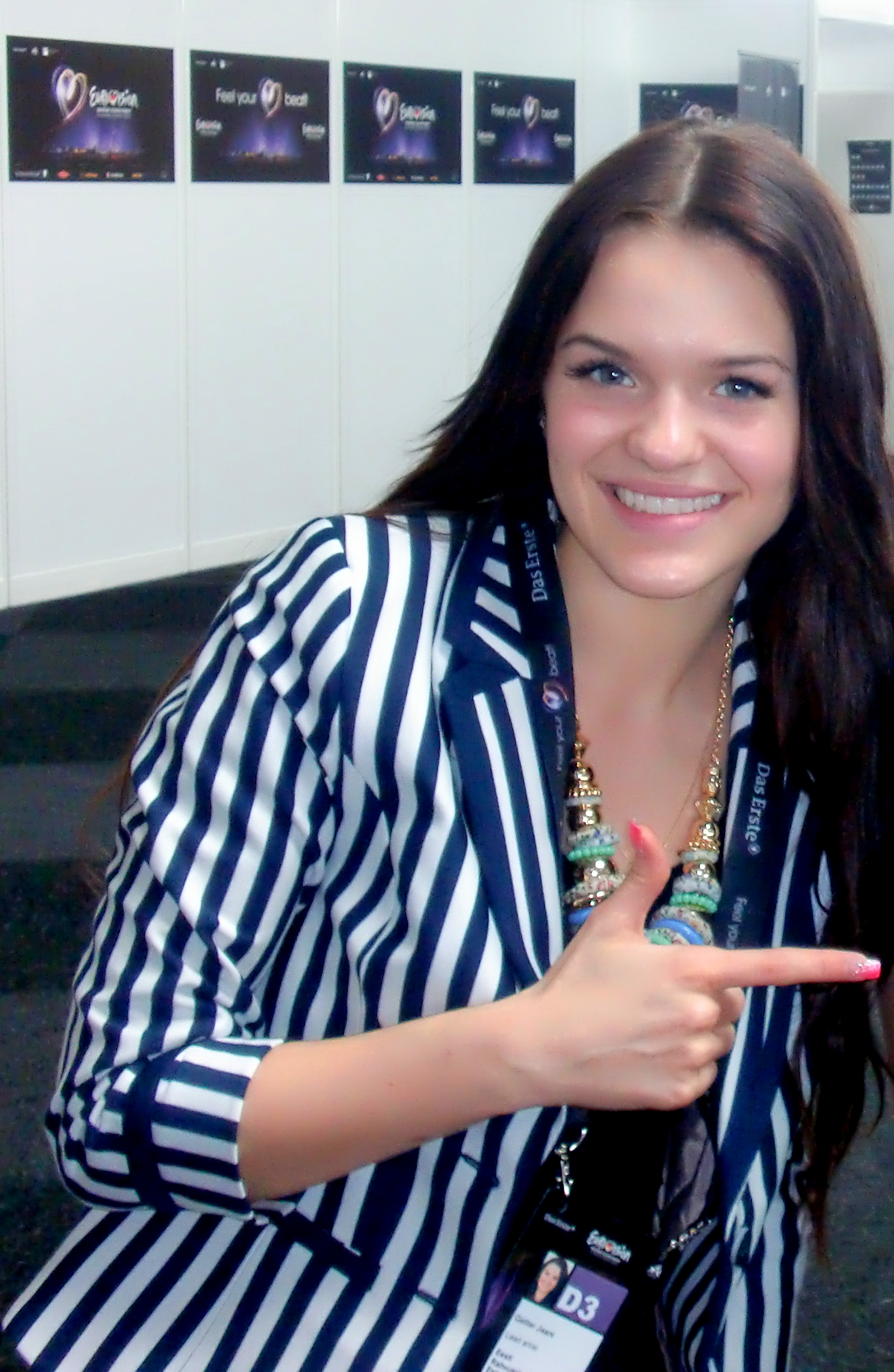
Getter Jaani v německém Düsseldorfu (2011)

### Alba
- 2011: Rockefeller Street
- 2014: DNA

### EP
- 2010: Parim Päev (Moonwalk Records)
- 2011: Jõuluvalgus

### Singly
- 2010: „Vaid Suve“ (feat. Chapter One)
- 2010: „Parim Päev“
- 2010: „Grammofon“
- 2011: „Rockefeller Street“
- 2011: „Valged Ööd“ (feat. Koit Toome)
- 2011: „Me Kõik Jääme Vanaks“
- 2011: „Talveöö“ (feat. Koit Toome a Karl Madis)
- 2012: „NYC Taxi“
- 2012: „Jõuluvalgus“
- 2013: „Kes on süüdi“
- 2013: „Meelelahutajad“ (feat. Maia Vahtramäe)
- 2014: „Rannamaja“ (feat. Koit Toome)
- 2015: „DNA“
- 2015: „Lootuste tänaval“
- 2016: „Kullaväljade tuul“

## Videoklipy
- 2011: „Rockefeller Street“
- 2011: „Talveöö“
- 2012: „NYC Taxi“
- 2012: „Sulle, kes sa kaugel“ & Koit Toome
- 2013: „Kes on süüdi
- 2013: „Meelelahutajad“